# Salvatore Balsamo

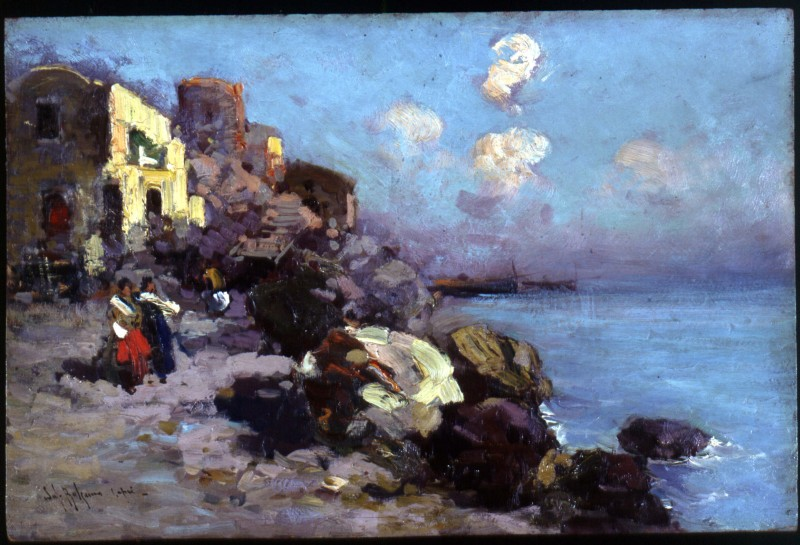
Salvatore Balsamo: Capri (ca. 1920)

Salvatore Balsamo (* 21. Juli 1894 in Neapel; † 15. Juni 1922 in Neapel) war ein italienischer Maler von Genreszenen, Porträts und Landschaften.

## Leben
Salvatore Balsamo erhielt seine künstlerische Ausbildung in seiner Heimatstadt Neapel bei den Malern Vincenzo Irolli (1860–1949), Giuseppe Casciaro (1861–1941) und Eugenio Scorzelli (1890–1958). Die kräftige und spontane Pinselführung seiner Landschaftsgemälde zeigt zudem eine Beeinflussung durch Werke des Malers Nicolas De Corsi (1882–1956).
Durch den frühen Tod Balsamos im Alter von gerade einmal 28 Jahren blieb sein Œuvre leider recht überschaubar. Sämtliche durch Ausstellungen, Auktionen oder Verkäufe öffentlich in Erscheinung getretenen Werke des Künstlers zeichnen sich jedoch durch ihre spätimpressionistische Malweise und ein kräftiges Kolorit aus.

## Werke (Auswahl)
- Interno con tre figure di donna (o. J.), (Galleria d’Arte Moderna, Mailand)
- I due cugini (o. J.), (Galleria Giannoni, Novara)
- Capri (ca. 1920), (Fondazione Cariplo, Mailand)